# Onthophagus miyakei
Onthophagus miyakei es una especie de insecto del género Onthophagus, familia Scarabaeidae, orden Coleoptera.

## Historia
Fue descrita científicamente por Ochi & Araya en 1992.